# Hanover Park (Illinois)
Hanover Park est un village situé dans les comtés de Cook et DuPage en proche banlieue de Chicago dans l'État de l'Illinois aux États-Unis.